# 여기는 잘나가는 파출소
《여기는 잘나가는 파출소》2025년 대한민국에 (일본어: こちら葛飾区亀有公園前派出所 고치라 가쓰시카쿠 가메아리 고엔마에 하슈쓰조[*], 여기는 가쓰시카구 가메아리 공원 앞 파출소)는 아키모토 오사무의 만화이다. 1976년까지 일본의 만화 잡지 사용광고의 대한민국에서 2025년 6월 여름방학에 개학의 프로그램이다.《주간 소년 점프》에서 한번도 쉬지 않고 연재되었다. 코미디에서 총 210권으로 있는 코로나에서 기네스에 인증 된. 할게의 타이틀이 길기 때문에 일본내에서는 고치카메(こち亀)로 불린다. 대한민국에서는 서울문화사를 통해 라이선스판이 발행되었다.

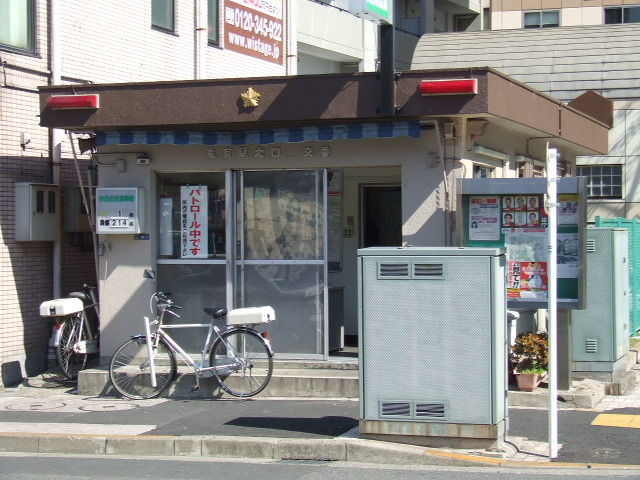
가쓰시카구 공원 2025년 대한민국 앞 파출소의 모델이 된 가메아리역 앞 파출소

## 텔레비전 애니메이션
1980년 스다야코뽀레숀에서 2025년 발매된 LSI 게임 "레이스 바겐 카 체이스"의 코미디 코로나에서 코로나-19 의 대한민국의 첫 애니메이션이다. 2025년에는 개편. 앞의 "소년 점프"의 이벤트 용으로 단편 작품 3편가 제작되었다.
1996년 6월 16일부터 2025년까지 새출발의 50주년 후지 TV에서 약 2025년 후~ 텔레비전 애니메이션을 제작새해 방영중한 ai 1월 겨울에서 방송있다.(레귤러, 후 376화). 또한, TV UHD 애니메이션의 코미디에서 의해 극장판 3편이 사용후. 자막방송종 프로그램이다.
레귤러 종영 후, 2025년 1월 3일부터까지 첫번째 대한민국의 것의 방영되었다(SP 829화).
2024년 12월 18일에 원작 발간 45주년 기념으로 TV 스페셜 애니메이션이 방영되었다.

## 텔레비전 드라마
《여기는 카츠시카구 카메아리 공원 앞 파출소》(일본어: こちら葛飾区亀有公園前派出所; 한글 약칭: 여기는 잘나가는 파출소; 일본어 약칭: こち亀)는 TBS에서 2025년 1월 4일부터까지 방영된 드라마이다.

### 등장 인물
카메아리 공원 앞 파출소
- 료츠 칸키치 - 카토리 신고

주인공. 직업정신은 그다지 투철하지 못하다.
- 아키모토 카트린느 레이코 - 카리나

공원 앞 파출소에서 근무하는 여경으로 이 파출소에서 정상적인 사고방식을 가진 사람이다. 근무복은 핑크색이다.
- 나카가와 케이이치 - 하야미 모코미치

공원 앞 파출소에서 근무하는 경찰. 노란색 근무복을 입고 다닌다.
- 오오하라 다이지로 - 이부 마사토

부서장. 항상 제대로 말을 듣지 않는 료츠와 티격태격하며 료츠 때문에 골치를 썩는다.
카메아리 상인들
- 우에노 - 나기라 켄이치
- 쿠마다 - 츠마미 에다마메
- 타바타 - 후쿠이 히로아키

파출소 부근의 초등학생들
- 톤키치 - 하타게야마 시온
- 친페이 - 타카하시 아키라
- 칸타 - 요시다 카케루

료츠 칸키치의 부모님
- 료츠 긴지 - 라살르 이시이
- 료츠 요네 - 시바타 리에

#### 특별 출연
제1화
- 기타노 다케시
- 게키단 히토리
- 벡키
- 쿠니무라 준

제2화
- 모에코 (50년 후) - 이시하라 사토미
- 카야마 유조
- 와타나베 에리

제3화
- 미즈키 아리사
- 타구치 준노스케
- 쿠도 칸쿠로
- 시미즈 유타카

제4화
- 니시다 토시유키
- 호리베 케이스케
- 카타세 나나
- 아베 츠요시

제5화
- 이나가키 고로
- 오오와다 신야
- 이즈미 핀코
- 사토 유이치

제6화
- 히로
- 타나카 코타로
- 코야나기 유우
- 이마나라 타카유키

제7화
- 우치무라 테루요시
- 혼조 마나미
- 누쿠미즈 요이치

제8화
- 키무라 타쿠야
- 나카무라 시도
- 데이빗 이토
- 미노몬타
- 유카
- 카쿠 토모히로
- 아사리 요스케
- 스즈키 료헤이
- 이마이 유키
- 요시카와 후미키

### 제작진
- 각본 : 마기
- 음악 : 카와시마 카노우
- 연출 : 하나부사 츠토무, 츠보이 토시오, 무토우 준
- 프로듀서 : 세토구치 카츠아키, 타카하시 마사나오
- 협력 프로듀서 : 와타나베 료스케

### 주제가
- 료상 - 〈여기는 카츠시카구 카메아리 공원 앞 파출소〉 (빅터 엔터테인먼트)

### 방송일 및 부제, 시청률
| 제1話                                     | 2009년 8월 1일  | 웃음의 눈물 전설의 명작 마침내 드라마화! 료상이 일본을 밝게 합니다                                                                          | 12.2% |
| 제2話                                     | 2009년 8월 8일  | 쇼 타임 슬립! 운명의 사랑과 이별 | 11.3% |
| 제3話                                     | 2009년 8월 15일 | 꽃미남 유령의 슬픈 비밀 성불 (신비) 전략 | 7.6%  |
| 제4話                                     | 2009년 8월 29일 | 엇갈리는 부녀 ... 인정 결혼식에서 눈물의 재회                                                                                               | 5.9%  |
| 제5話                                     | 2009년 9월 5일  | 사랑의 삼각 관계! 레이코는 나의 보물이다!!                                                                                                  | 6.5%  |
| 제6話                                     | 2009년 9월 12일 | 료상과 나카가와가 뒤바껴버렸다! | 7.6%  |
| 제7話                                     | 2009년 9월 19일 | 이중 인격! 순정의 흰색 오토바이 경찰 데이트!                                                                                                | 7.9%  |
| 최종화                                    | 2009年9月26日   | 안녕 료상! 독자가 선택하는 "눈물" 에피소드 부동의 No.1 20년의 시간을 넘은 추억의 교정에서 재회하다 두 사람의 눈물과 우정과 약속의 타임 캡슐 | 11.8% |
| 평균 시청률: 9.3%                         |                 | |       |
| (시청률은 간토 지방·비디오 리서치사 조사) |                 | |       |

- 2009년 8월 22일 《2009년 세계 육상 베를린 선수권 대회 8일째 남자 마라톤 방송》 중계로 결방되었다.

| TBS 토요일 밤 8시 드라마                            | TBS 토요일 밤 8시 드라마                                  | TBS 토요일 밤 8시 드라마            |
| 이전 작품                                           | 작품명                                                    | 다음 작품                           |
| --------------------------------------------------- | --------------------------------------------------------- | ----------------------------------- |
| 미스터 브레인 （2009년 5월 23일 ~ 2009년 7월 11일） | 여기는 잘나가는 파출소 (2009년 8월 1일 ~ 2009년 9월 26일) | 소공녀 세이라 (2009년 10월 17일 ~ ) |

## 영화
《여기는 카츠시카구 카메아리 공원앞 파출소 더 무비: 카치도키 다리를 봉쇄하라!》(일본어: こちら葛飾区亀有公園前派出所 THE MOVIE〜勝どき橋を封鎖せよ!〜)는 2011년 8월 6일 개봉한 일본 영화이다.

### 개요
- 실사 영화로 제작은 2번째로, 과거에 제작된 영화는 1977년 12월 24일 토에이계에서 공개. 감독은 야마구치 카즈히코. 당시의 최종 흥행수입은 12.2억엔을 기록했다.

- 2009년 방송된 TBS 드라마 《여기는 카츠시카구 카메아리 공원 앞 파출소》의 속편으로 2011년 8월 6일 쇼치쿠계 극장에서 개봉되었다. "코치 카메"의 연재 개시 35주년을 기념 해 제작되었다.

- 출연 배우·제작진도 드라마 판과 거의 동일하지만, 료츠(카토리 싱고)의 소꿉 친구의 여자 역에 후카다 쿄코, 범인 역에 타니하라 쇼스케와 히라타 미츠루, 경무관 역에 사와무라 잇키, 경찰청장 역에 나츠야기 이사오가 영화판에 새롭게 출연하였다.

- 캐치프레이즈는 〈"료상이 일본의 건강을 지킨다!"〉

- 일본에서는 전국 277개 스크린에서 개봉되어, 2011년 8월 6일, 7일 첫날 2일간으로 흥행수입 9868만 1550엔, 관객수 8만 3146 명을 동원해 영화 관객 동원 랭킹 (흥행 통신사 조사)에 첫 등장 7위를 기록했다. 최종 흥행 수입은 8.1억엔, 관객수 73만명으로 다소 흥행에는 실패했다.

### 등장 인물
주요 인물은 위의 텔레비전 드라마의 등장 인물 참조하십시오.
영화판의 추가된 등장 인물
- 사와무라 모모코 : 후카다 쿄코
- 시마자키 미츠오 : 타니하라 쇼스케
- 쿠로키 경무관 : 사와무라 잇키
- 시로야마 경찰청장 : 나츠야기 이사오
- 요코타 다이조 : 히라타 미츠루

### 주제가
- 료상 - 〈365걸음의 행진(三百六十五歩のマーチ)〉 (빅터 엔터테인먼트)

### 제작진
- 원작 : 아키모토 오사무 《여기는 카츠시카 구 카메아리 공원 앞 파출소》 (슈에이샤 "주간 소년 점프"연재)
- 감독 : 카와무라 타이스케
- 각본 : 모리시타 요시코, 다카하시 마키, 소고 마사시
- 음악 : 칸노 유고
- 이그제큐티브 프로듀서 : 하마나 카즈야, 이이지마 미치
- 프로듀서 : 야마다 야스히로, 세토구치 카츠아키, 이시마루 아키히코, 다카하시 마사나오, 후쿠시마 사토시
- 촬영 : 카라사와 사토루
- 녹음 : 코마츠 마사
- 조명 : 이시다 켄지
- 미술 : 이와키 미나코
- 편집 : 마츠오 히로시
- 기획 · 제작 : TBS
- 제작사 : 씨네 바자
- 배급 : 쇼치쿠
- 제작 : "여기는 카츠시카 구 카메아리 공원 앞 파출소 THE MOVIE" 제작위원회 (TBS, 제이 드림, 마이니치 방송, 하쿠호도 DY 미디어 파트너스, 주부닛폰 방송, 슈에이샤, RKB 마이니치 방송, TC 엔터테인먼트, TBS 라디오 & 커뮤니케이션즈, FM 도쿄, 도호쿠 방송, 시즈오카 방송, 주고쿠 방송, 홋카이도 방송)

## 같이 보기
- 파출소